# Фрометівський узвіз
Фроме́тівський узві́з — вулиця в Голосіївському районі міста Києва, місцевості Деміївка, Забайків'я. Пролягає від Фрометівської до вулиці Володимира Брожка. 
Прилучається Ясинуватський провулок.

## Історія
Узвіз виник у 2-й половині XIX століття під сучасною назвою, на честь домовласника М. Фромета. Забудова — одноповерхова приватна, збереглися будинки початку XX століття.